# 3. NL – Zapad
Treća nogometna liga – Zapad (poznata i kao 3. HNL – Zapad) 4. je rang hrvatskog klupskog nogometa. Uključuje 14 klubova, a područja s pravom nastupa su Primorsko-goranska, Istarska i Ličko-senjska županija. 
Igraju se 22 kola, dvokružnim sustavom.

## Dosadašnji prvaci
- 2018./19.  – Vinogradar (Lokošin Dol – Mladina)
- 2017./18.  – Vinogradar (Lokošin Dol – Mladina)
- 2016./17.  – Vinogradar (Lokošin Dol – Mladina)
- 2015./16. – Novigrad
- 2014./15. – Dinamo II Zagreb
- 2013./14. – Opatija
- 2012./13. – Grobničan Čavle
- 2011./12. – Zelina (Sveti Ivan Zelina)
- 2010./11. – Radnik Sesvete
- 2009./10. – Gorica (Velika Gorica)
- 2008./09. – Rudeš Zagreb
- 2007./08. – Karlovac
- 2006./07. – Vinogradar (Lokošin Dol – Mladina)
- 2005./06. – Jadran Poreč
- 2004./05. – Istra Pula
- 2003./04. – Draga (Mošćenička Draga)
- 2002./03. – Žminj
- 2001./02. – Opatija
- 2000./01. – Uljanik Pula
- 1999./00. – Žminj
- 1998./99. – Pomorac Kostrena

## Poveznice
- Treća hrvatska nogometna liga
- hns-chf.hr, 3. HNL Zapad
- hns-chf.hr, Središte Rijeka
- scoresway.com, 3. HNL  Arhivirana inačica izvorne stranice od 29. lipnja 2017. (Wayback Machine)